# Papoea-Nieuw-Guinea op de Olympische Zomerspelen 2024
Papoea-Nieuw-Guinea nam deel aan de Olympische Zomerspelen 2024 in Parijs.

## Aantal deelnemers
Hieronder volgt een overzicht van de atleten die zich reeds gekwalificeerd hebben voor de Olympische Zomerspelen van 2024.
| Sport         | Mannen | Vrouwen | Totaal |
| ------------- | ------ | ------- | ------ |
| Atletiek      | 0      | 1       | 1      |
| Boksen        | 1      | 0       | 1      |
| Gewichtheffen | 1      | 0       | 1      |
| Taekwondo     | 2      | 0       | 2      |
| Zwemmen       | 1      | 1       | 2      |
| Totaal        | 5      | 2       | 7      |

## Deelnemers en resultaten

### Atletiek

#### Loopnummers
Vrouwen
| atleet     | onderdeel | voorronde | voorronde | series | series | herkansingen | herkansingen | halve finale   | halve finale   | finale         | finale         |
| atleet     | onderdeel | tijd      | rang      | tijd   | rang   | tijd         | rang         | tijd           | rang           | tijd           | rang           |
| ---------- | --------- | --------- | --------- | ------ | ------ | ------------ | ------------ | -------------- | -------------- | -------------- | -------------- |
| Leonie Beu | 100 m     | 11.63     | 3 Q       | 11.73  | 8      | n.v.t.       | n.v.t.       | niet geplaatst | niet geplaatst | niet geplaatst | niet geplaatst |

### Boksen
Mannen
| atleet   | onderdeel    | eerste ronde         | tweede ronde         | kwartfinale          | halve finale         | finale               | rang           |
| atleet   | onderdeel    | tegenstander uitslag | tegenstander uitslag | tegenstander uitslag | tegenstander uitslag | tegenstander uitslag | rang           |
| -------- | ------------ | -------------------- | -------------------- | -------------------- | -------------------- | -------------------- | -------------- |
| John Ume | lichtgewicht | Álvarez V TKO        | niet geplaatst       | niet geplaatst       | niet geplaatst       | niet geplaatst       | niet geplaatst |

### Gewichtheffen
Mannen
| atleet     | onderdeel | trekken | trekken | stoten | stoten | totaal | rang |
| atleet     | onderdeel | score   | rang    | score  | rang   | totaal | rang |
| ---------- | --------- | ------- | ------- | ------ | ------ | ------ | ---- |
| Morea Baru | -61 kg    |         |         |        |        |        |      |

### Taekwondo
Mannen
| atleet        | onderdeel | kwalificatie         | eerste ronde         | kwartfinale          | halve finale         | herkansing           | finale / BM          | finale / BM |
| atleet        | onderdeel | tegenstander uitslag | tegenstander uitslag | tegenstander uitslag | tegenstander uitslag | tegenstander uitslag | tegenstander uitslag | rang        |
| ------------- | --------- | -------------------- | -------------------- | -------------------- | -------------------- | -------------------- | -------------------- | ----------- |
| Kevin Kassman | -68 kg    |                      |                      |                      |                      |                      |                      |             |
| Gibson Mara   | +80 kg    |                      |                      |                      |                      |                      |                      |             |

### Zwemmen
Mannen
| Atleet      | Onderdeel        | Series | Series | Halve finale   | Halve finale   | Finale         | Finale         |
| Atleet      | Onderdeel        | Tijd   | Rang   | Tijd           | Rang           | Tijd           | Rang           |
| ----------- | ---------------- | ------ | ------ | -------------- | -------------- | -------------- | -------------- |
| Josh Tarere | 100 m vrije slag | 53,85  | 72     | Niet geplaatst | Niet geplaatst | Niet geplaatst | Niet geplaatst |

Vrouwen
| atlete             | onderdeel       | series | series | halve finale   | halve finale   | finale         | finale         |
| atlete             | onderdeel       | tijd   | rang   | tijd           | rang           | tijd           | rang           |
| ------------------ | --------------- | ------ | ------ | -------------- | -------------- | -------------- | -------------- |
| Georgia-Leigh Vele | 50 m vrije slag | 27,61  | 44     | niet geplaatst | niet geplaatst | niet geplaatst | niet geplaatst |